# Danny Granger
Danny Granger Jr. (* 20. April 1983 in New Orleans, Louisiana) ist ein ehemaliger US-amerikanischer Basketballspieler, der von 2005 bis 2015 in der NBA aktiv war, die meiste Zeit davon bei den Indiana Pacers. Granger gewann in seiner Zeit bei den Pacers 2009 den NBA Most Improved Player Award und wurde einmal zum All-Star gewählt.

## Karriere

### College
Der 2,06 Meter große Forward spielte zunächst für die Bradley University und die University of New Mexico. Mit den New Mexico Lobos gewann er in der Saison 2004/05 die Mountain-West-Conference-Meisterschaft und führte das Collegeteam zum ersten Mal nach sechs Jahren wieder ins NCAA-Turnier.

### NBA

#### Indiana Pacers (2005–2014)
Im NBA Draft 2005 wurde Granger an 17. Stelle von den Indiana Pacers ausgewählt, für die er bis 2014 in der NBA aktiv war. 2006 wurde er in das NBA All-Rookie Second Team berufen. Danny Granger wurde 2009 zum ersten Mal in seiner Karriere zum All-Star Game berufen. In dieser Saison erzielte er mit 25,8 Punkten pro Spiel sein bestes Jahr. Ebenso erhielt er den NBA Most Improved Player Award als meistverbesserter Spieler der Saison. Auch in der darauffolgenden Spielzeit bewies er mit 24,1 Punkten pro Spiel seine Scoringfähigkeiten. Am 26. März 2010 stellte Granger mit 44 Punkten gegen die Utah Jazz einen persönlichen Karriererekord auf.
Er nahm an der Basketball-Weltmeisterschaft 2010 für die USA teil und gewann den Titel. In den Jahren darauf blieb er ein effizienter Scorer für die Pacers. Er erlitt jedoch eine Verletzung der Kniescheibe, sodass er 2012/13 nur in fünf Spielen mitwirken konnte. Er kehrte zur Saison 2013/14 wieder zurück, verlor jedoch zu diesem Zeitpunkt seinen Stammplatz an Paul George und Lance Stephenson, die sich während seiner Verletzung enorm gesteigert hatten. Zudem wirkte Granger durch die Verletzung seiner explosiven Spielweise beraubt.

#### Los Angeles Clippers (2014)
Am 20. Februar 2014 wurde Granger im Tausch für Evan Turner und Lavoy Allen zu den Philadelphia 76ers transferiert. Für die 76ers absolvierte Granger jedoch kein Spiel und einigte sich umgehend mit dem Team auf eine Vertragsauflösung. Anschließend unterzeichnete er ein Vertragsangebot der Los Angeles Clippers, mit denen er im März 2014 die Play-offs erreichte. Dort scheiterte das Team im Halbfinale der Western Conference an den Oklahoma City Thunder.

#### Miami Heat (2014–2015)
Nach Saisonende lief Grangers Vertrag aus und er verließ die Clippers wieder. Zur Saison 2014/2015 unterzeichnete Granger daraufhin einen Vertrag über zwei Jahre bei den Miami Heat. Er kam in 30 Spielen auf 6,3 Punkte und 2,7 Rebounds. Kurz vor Ende der Trade-Deadline wurde er im Februar 2015 in einem Tausch zu den Phoenix Suns transferiert. Für die Suns kam er aufgrund von Knieproblemen jedoch nicht zum Einsatz. Im Sommer 2015 wurde er zu den Detroit Pistons transferiert, die ihn allerdings noch vor Saisonbeginn aus dem Vertrag entließen.